# Reibstein

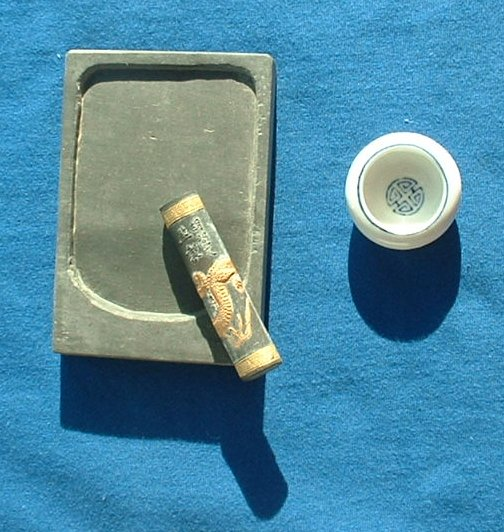
Reibstein mit Stangentusche und Wasserbehälter

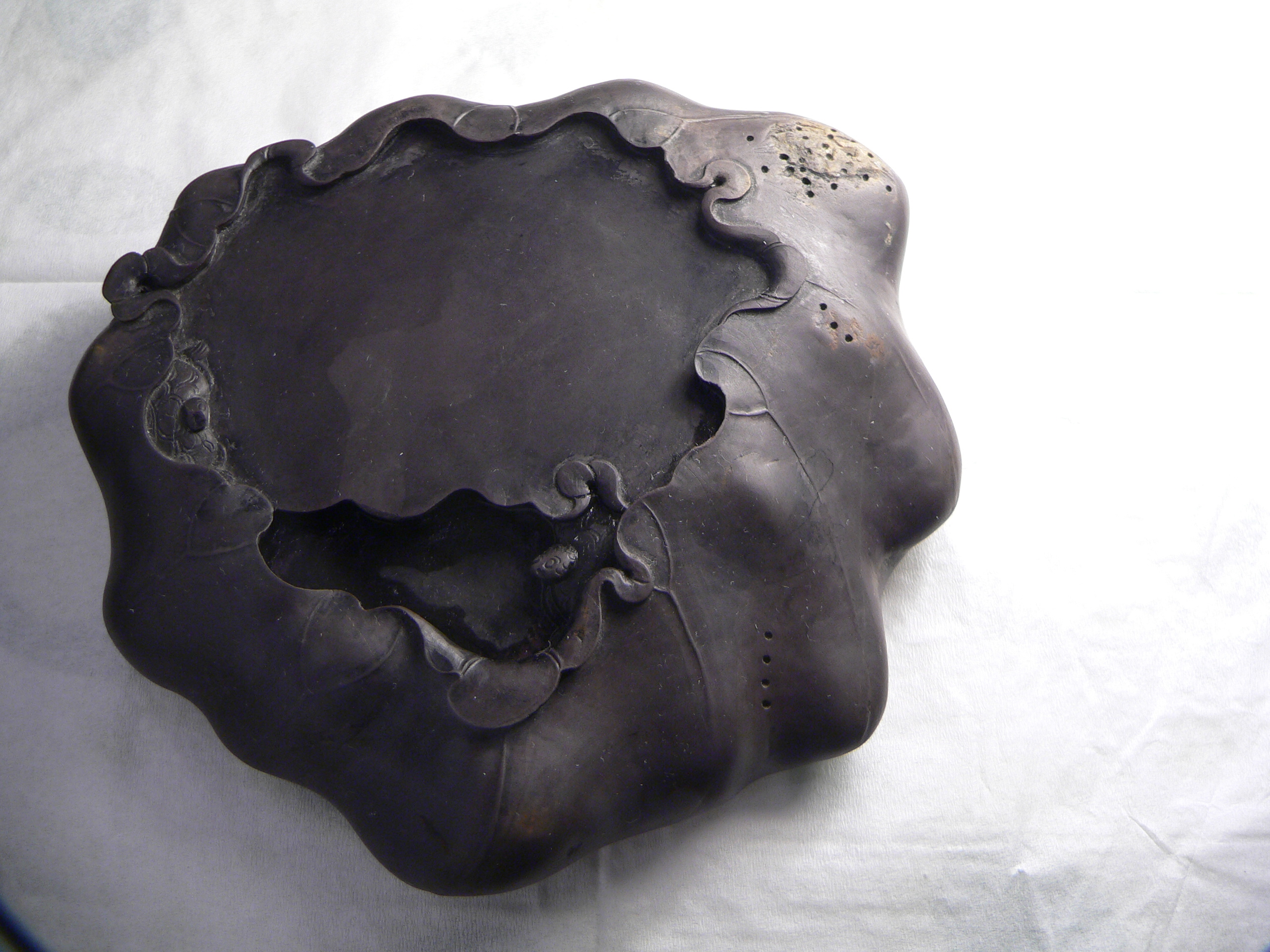
Aufwändig gestalteter Reibstein

Der Reibstein (chinesisch 硯 / 砚, Pinyin yàn, japanisch 硯, suzuri, koreanisch 벼루, byeoru) ist einer der vier Schätze des Gelehrtenzimmers im traditionellen China. Es handelt sich dabei um ein flaches, steinernes Objekt mit einer Vertiefung für Wasser und einer Fläche für das Anreiben der Tusche.

## Gebrauch
Chinesische Stangentusche wird in längliche Stifte gepresst. Diese Stifte werden auf dem Reibstein mit Wasser so lange gerieben, bis der erwünschte Intensitätsgrad erreicht ist. Die Oberfläche des Steins muss fein sein, damit die Tusche nicht zu grob zerrieben wird und die Pinselborsten nicht beschädigt werden. In früheren Zeiten gravierten Gelehrte Gedichte oder ihren Namen auf Reibsteine ein, um sie als dekoratives Sammelobjekt oder Andenken weiterzugeben.